# Horná Ždaňa
Horná Ždaňa é um município da Eslováquia, situado no distrito de Žiar nad Hronom, na região de Banská Bystrica. Tem 16,27 km² de área e sua população em 2018 foi estimada em 537 habitantes.

## Demografia
| Ano:        | 1994 | 2004   | 2014   | 2024   |
| ----------- | ---- | ------ | ------ | ------ |
| Broj ljudi: | 510  | 542    | 553    | 528    |
| Razlika:    |      | +6,27% | +2,02% | -4,52% |

| Ano:               | 2023 | 2024   |
| ------------------ | ---- | ------ |
| Número de pessoas: | 535  | 528    |
| Diferença:         |      | -1,30% |